# 신흥재
신흥재(1984년 10월 30일 ~ )는 대한민국의 코미디언으로 현재 개그맨 김성기와 함께 1등미디어라는 유튜브 채널에서 이과 1등으로 활동 중이다.

## 학력
- 경운초등학교 졸업
- 임호중학교 졸업
- 김해고등학교 졸업
- 세종대학교 전자정보통신학부 휴학

## 출연 작품
- 웃찾사 (SBS)
- 개그투나잇 (SBS)
- 갤럭시 프로젝트 (EBS1)

## 유튜브
- 1등미디어